# Col legno
Col legno (ital. „mit dem Holz“) ist eine Spielanweisung für Streichinstrumente, die einen spröden, perkussiven Klang zum Ziel hat. Die Saiten werden nicht mit den Haaren des Bogens, sondern mit dessen hölzerner Stange entweder leicht geschlagen (col legno battuto, das ursprüngliche col legno) oder gestrichen (col legno tratto).
Als bizarrer Effekt erscheint das col legno bereits im 17. Jahrhundert, bis zur Spätromantik ist es eher selten, seither wird es häufig verwendet. Die Neue Musik setzt es nicht mehr mit der Absicht eines Verfremdenden oder Grotesken ein.
Erstmals forderte Tobias Hume diese Technik in einem seiner Werke, auch im Capriccio Stravagante von Carlo Farina kommt sie vor. Im letzten Satz von Mozarts Violinkonzert Nr. 5 charakterisiert das col legno das sogenannte „türkische Thema“. Joseph Haydn verlangt im 2. Satz seiner Symphonie Nr. 67 das Col-legno-Spiel mit Dämpfer. Auch Antonio Salieri verwendet in seinen Opern gelegentlich Col-legno-Effekte. So beispielsweise in der Szene „E voi da buon marito … Non vo’ gia che vi suonino“ aus La Cifra.
Im groß besetzten Sinfonieorchester kommt das Col legno besonders eindrücklich zur Geltung, etwa in Chopins Klavierkonzerten, Franz Liszts Mazeppa, Gustav Mahlers Zweite Sinfonie (1. Satz, Takt 304 ff.), Holsts Die Planeten (am Anfang von „Mars, the Bringer of War“), Arthur Honeggers La Danse macabre oder Arnold Schönbergs Moses und Aron.
Manche Instrumentalisten verweigern die Ausführung dieser Strichart oder legen sich für diesen Zweck einen Zweitbogen zu, da bei dieser Technik das Holz der Bogenstange zu Schaden kommen kann.
Die Spielanweisung col legno wird durch arco oder ord. (ordinario) rückgängig gemacht.